# Punta Grober
La Punta Grober ou delle Locce est une montagne italienne qui s'élève à 3 497 ou 3 498 m d'altitude dans les Alpes pennines.
Elle se trouve dans la région du Piémont, entre la vallée Anzasca et le Valsesia, sur la ligne de crête qui mène à la pointe Gnifetti.